# 拉卡佩勒卡巴纳克
拉卡佩勒卡巴纳克（法語：Lacapelle-Cabanac，法語發音：[lakapɛl kabanak]）是法国洛特省的一个市镇，属于卡奥尔区。

## 地理
拉卡佩勒卡巴纳克（44°27'55"N, 1°4'9"E）面积8.04 平方千米，位于法国奧克西塔尼大區洛特省，该省份为法国西南部内陆省份，北起顺时针与科雷兹省、康塔爾省、阿韦龙省、塔恩-加龙省、洛特-加龍省和多尔多涅省接壤。
与拉卡佩勒卡巴纳克接壤的市镇（或旧市镇、城区）包括：弗洛雷萨、莫鲁、塞里尼亚克、图扎克、洛特河畔维尔。

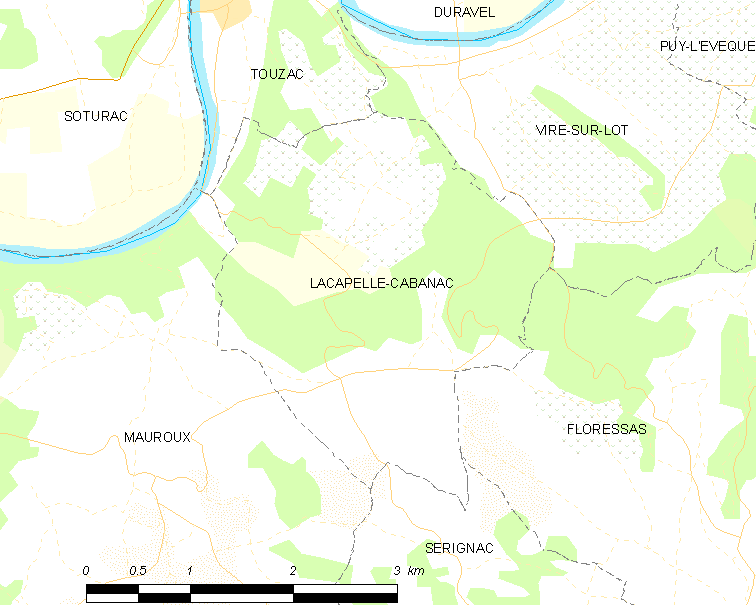
拉卡佩勒卡巴纳克的OSM定位图

拉卡佩勒卡巴纳克的时区为UTC+01:00、UTC+02:00（夏令时）。

## 行政
拉卡佩勒卡巴纳克的邮政编码为46700，INSEE市镇编码为46142。

## 政治
拉卡佩勒卡巴纳克所属的省级选区为皮莱韦克县。

## 人口

1962-2008年间拉卡佩勒卡巴纳克人口变化图示

拉卡佩勒卡巴纳克于2022年1月1日时的人口数量为172人。